# Файджес, Орландо
Орландо Гай Файджес (англ. Orlando Guy Figes, МФА /ˈfaɪdʒiːz/, в русском переводе встречается написание фамилии Фиджес или Файгес) (род. 20 ноября 1959) — британский историк, специалист по русской истории, профессор истории в Биркбеке (Лондонский университет). Известен своими работами по истории России, в частности «A People's Tragedy» («Трагедия народа», 1996), «Natasha’s Dance» («Танец Наташи», 2002) и «The Whisperers» («Шепчущие», 2007).
Его книга «A People’s Tragedy» представляет собой исследование Русской революции и сочетает политическую историю, историю общества с деталями биографии в историческом изложении. Книга удостоилась многочисленных наград и была переведена на двадцать языков мира.
Файджес использовал архивы неправительственной организации «Мемориал», когда писал свою книгу «Шепчущие: частная жизнь в сталинской России» (2007) («The Whisperers: Private Life in Stalin’s Russia»).

## Биография
Орландо Файджес — сын писательницы-феминистки Евы Файджес. Его сестра — писатель и редактор Кейт Файджес.
Окончил Кембриджский университет. С 1987 по 1999 год преподавал историю в Тринити-колледже Кембриджского университета, затем перешел в колледж Биркбек Лондонского университета. Является членом Королевского литературного общества.

## Устная история и «Шепчущие»
Файджес сделал значительный вклад в развитие устной истории в России. Совместно с сообществом «Мемориал» он собрал в России несколько сотен частных семейных архивов, интервьюировал тысячи оставшихся в живых жертв сталинских репрессий, равно как и причастных к проведению репрессий.
Собранные материалы Файджес использовал для написания книги «Шепчущие: частная жизнь в сталинской России» (англ. The Whisperers: Private Life in Stalin’s Russia, 2007). Эта книга представляет собой одно из крупнейших собраний документов из частной жизни сталинской эпохи. По мнению Андрея Куркова, «Шепчущие» стали одним из лучших литературных памятников советскому народу наряду с «Архипелагом ГУЛАГ» Солженицына и прозой Варлама Шаламова.

### Перевод на русский
Права на российское издание книги приобрел фонд «Династия». Издание книги было поручено издательству «Corpus» (группа «АСТ»). Летом 2010 года представители «Корпуса» и фонда «Династия» сделали заявление об отказе от публикации перевода, поскольку в оригинале были обнаружены «фактические ошибки» и «неверные трактовки» воспоминаний.

## «Танец Наташи» и история русской культуры
Обширное исследование, опубликованное в 2002 году, «Танец Наташи» («Natasha’s Dance») освещает историю российской культуры начиная со средних веков и до XX века. Книга начинается с описания сцены в романе Л. Н. Толстого «Война и мир», когда юная графиня Наташа Ростова по наитию исполняет крестьянский танец. В книге исследуется противоречие между европейскими и народными элементами русской культуры, рассматривается то, как миф о «русской душе» и идея «русскости» выражались русскими писателями, художниками, композиторами и философами. Помимо «Танца Наташи» Файджес также является автором эссе об известных деятелях русской культуры, таких как Лев Толстой, Шостакович, Прокофьев и Платонов. В 2003 году он представил на BBC документальный фильм об известном фотографе царской России, Сергее Прокудином-Горском.

## Общественная деятельность в России
Файджес выступает с критикой режима Путина, в частности, проводимой кампании по реабилитации личности Сталина в российской истории и соотстветствующих изменений программы по истории России в российских школах и университетах. Файджес принимает активное участие в международной летней школе для преподавателей истории России. Эта школа работает в Санкт-Петербурге и организуется Европейским университетом в Санкт-Петербурге.
4 декабря 2008 года санкт-петербургское отделение общества «Мемориал» подверглось обыску. В ходе обыска был изъят весь электронный архив, включая материалы, собиравшиеся Файджесом для его книги «Шепчущие». Файджес осудил действия правоохранительных органов, обвинив российскую власть в попытке реабилитировать сталинский режим. По инициативе Файджеса было подготовлено открытое письмо на имя президента РФ Медведева Д. А. и других российских лидеров, которое было подписано несколькими сотнями известных учёных всего мира. 2 марта 2009 года контракт на издание «Шепчущие» в России был расторгнут по инициативе издателя по причинам финансового характера. По мнению Файджеса, это политическое решение.

## Случай с отзывами на Amazon.com
В апреле 2010 года газета «Гардиан» сообщила о спорной ситуации с отзывами на сайте книжного магазина Amazon.com. На сайте появился ряд резко критических отзывов на книги других историков, и положительных на книги Файджеса, подписанных ником «Historian». Пострадавшие от отзывов предположили, что их автором является Файджес, и это предположение было опубликовано в литературном приложении к газете «Таймс». Сначала Файджес через своего юриста угрожал коллегам и газете исками за клевету, затем сообщил, что отзывы написаны его женой и он о них не знал, и, наконец, признался, что он написал их сам.

## Награды
- 1997 — Wolfson History Prize A People’s Tragedy: The Russian Revolution 1891—1924 («Трагедия народа: Русская революция 1891—1924 гг.»).
- 1997 — WH Smith Literary Award A People’s Tragedy: The Russian Revolution 1891—1924 («Трагедия народа: Русская революция 1891—1924 гг.»).
- 1997 — NCR Book Award A People’s Tragedy: The Russian Revolution 1891—1924 («Трагедия народа: Русская революция 1891—1924 гг.»).
- 1997 — Longman-History Today Book Prize A People’s Tragedy: The Russian Revolution 1891—1924 («Трагедия народа: Русская революция 1891—1924 гг.»).
- 1997 — Los Angeles Times Book Prize A People’s Tragedy: The Russian Revolution 1891—1924 («Трагедия народа: Русская революция 1891—1924 гг.»).